# Barbula rottensis
Barbula rottensis là một loài rêu trong họ Pottiaceae. Loài này được Weyland mô tả khoa học đầu tiên năm 1937.